# Alessandro Sclopis di Salerano
Alessandro Sclopis di Salerano (Torino, 1762 – Torino, 8 luglio 1835) è stato un letterato italiano, sindaco di Torino nel 1796.

## Biografia
Proveniente da una famiglia nobile, si laureò in giurisprudenza ed entrò nel corpo decurionale della città di Torino.
Pubblicò tre raccolte di poesie, nel 1795, nel 1797 e nel 1835.
Dal matrimonio con Gabriella Pejretti di Condove nacque nel 1798 il figlio Federigo, che avrà maestri come Carlo Boucheron e Amedeo Peyron e diventerà giurista, presidente dell'Accademia delle Scienze di Torino, presidente della Deputazione subalpina di storia patria, ministro e Presidente del Senato italiano.
È sepolto al cimitero monumentale di Torino.